# アッバース・ブン・サイード・ジャウハリー
アッバース・ブン・サイード・ジャウハリー（アラビア語: العباس بن سعيد الجوهري, ラテン文字転写: al-ʿAbbās b. Saʿid al-Jawharī）は、9世紀のバグダード、アッバース朝カリフ・マァムーンに仕えた幾何学者。
西暦813年に内戦に勝利したマァムーンは、父のハールーン・ラシードが始めた学術振興政策を引き継ぎ、首都バグダードのバイトル・ヒクマ（知識の家）に、キンディー、フワーリズミー、フナイン・ブン・イスハーク、サービト・ブン・クッラ、バヌー・ムーサー三兄弟といった、天文学者/占星術師を多く雇い入れた。ジャウハリーがいつからバイトル・ヒクマに雇い入れられたか、はっきりしたことは不明であるが、ヒジュラ暦214年から215年（西暦829年-830年）の間にバグダードで実施された天文観測に参加したことが記録されている。マァムーンが没する833年より前にバグダードからダマスクスへ行き、832年から833年の間にダマスクスで実施した天文観測に参加した。
ジャウハリーは幾何学に関する著作でもっともよく知られる。ジャウハリーはエウクレイデスの『原論』に注釈し、幾何学の命題を50個追加し、さらに平行線公準の証明を試みた。